# Apoderus coryli
Apoderus coryli là một loài bọ cánh cứng trong họ Attelabidae. Kích thước của chúng có thể đạt đến 6–8 milimét (0,24–0,31 in). 

## Gallery

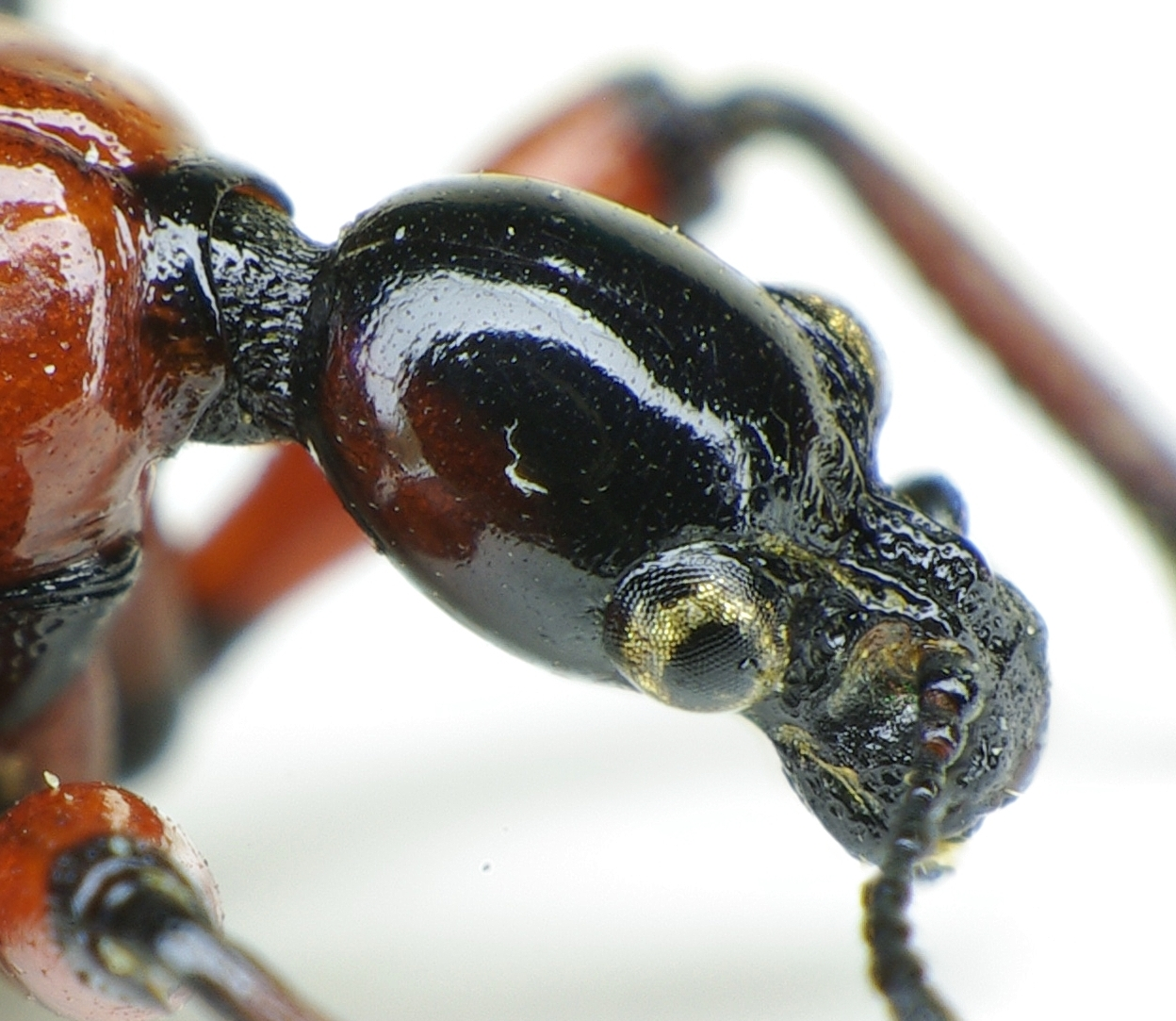
Close-up of the head
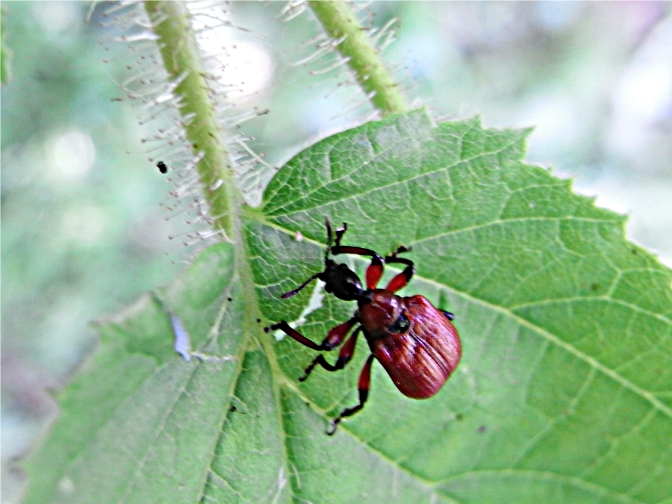
Apoderus coryli starting cut near leaf stalk
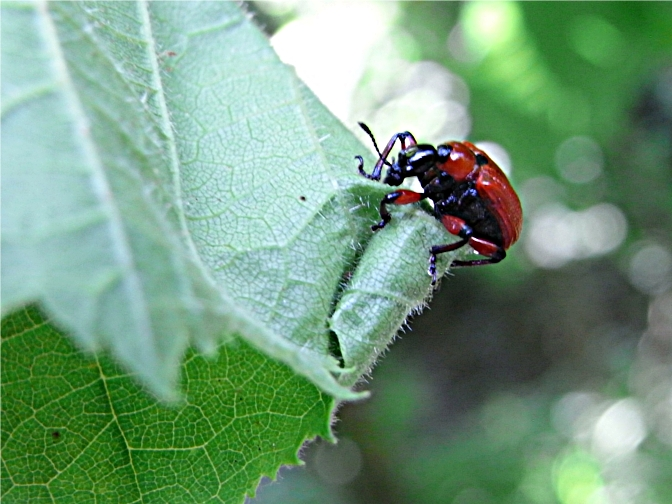
Starting rolling
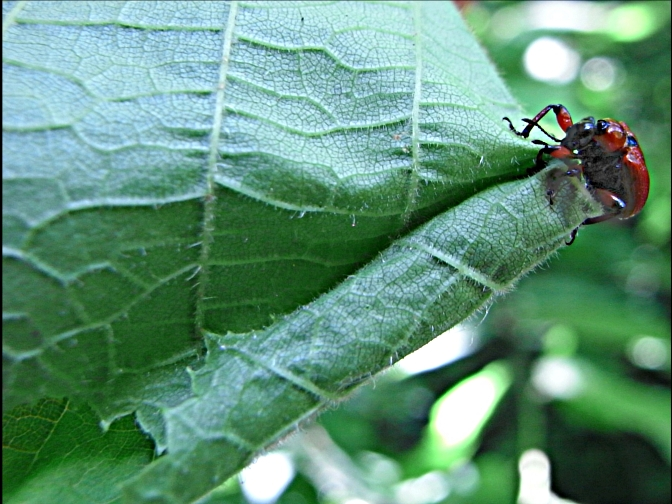
Continuing rolling
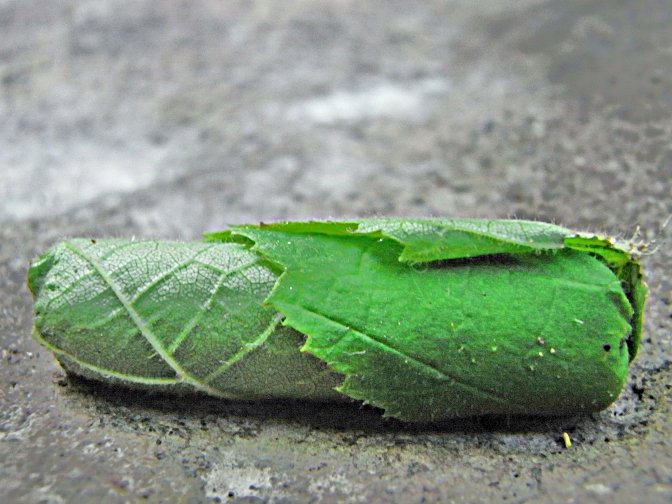
Roll on ground
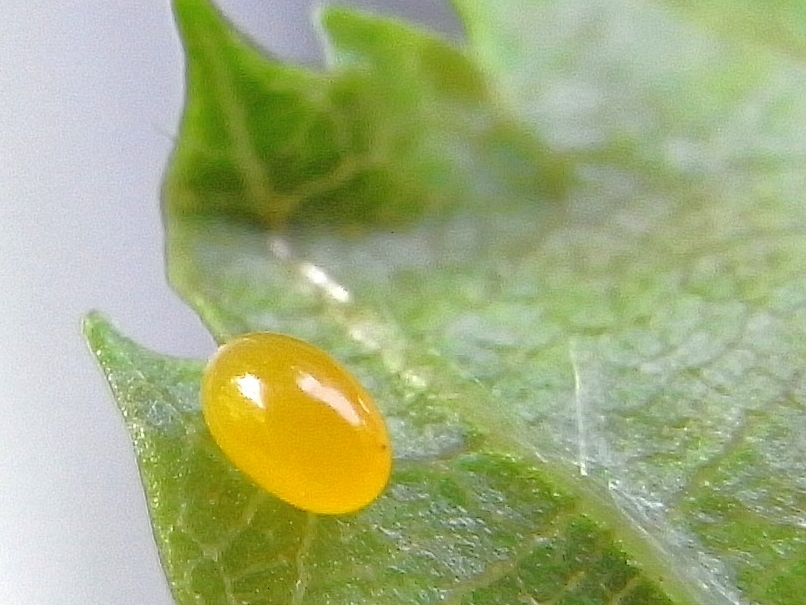
Egg